# ペイロードフェアリング

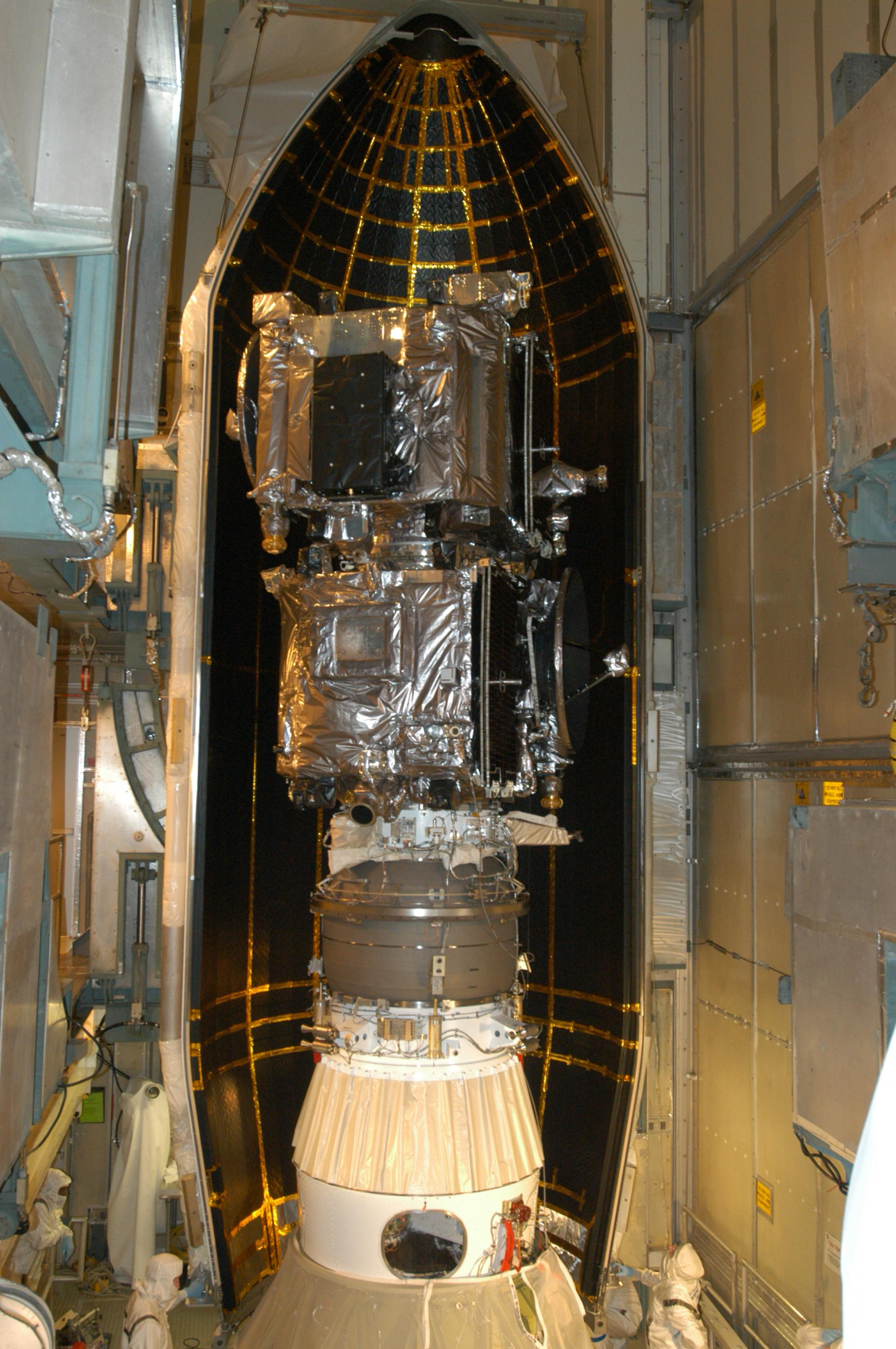
デルタ IIのフェアリングに取り付けられたSTEREO

ペイロードフェアリング（英: Payload fairing）は、打上げ用ロケットを構成する重要な要素の一つで、ロケットの先端部分の部品である。

## 概要
ペイロードフェアリングは、ロケットの上昇中に空気力や空力加熱からペイロードを保護する役割を果たす。大気圏離脱後にフェアリングは分離し、ペイロードが宇宙空間に露出する。
フェアリングは、通常、空気力学的考察から円錐筒の形をしている。2つに分離するフェアリングはクラムシェル・フェアリング（clamshell fairing）と呼ばれる。ペイロードが人工衛星である場合、衛星フェアリングとも呼ばれる。ロケットの先端部分の部品であることから、ノーズフェアリングと呼称することもある。
フェアリングがペイロードだけでなく、ロケットの上段部も囲んでいる場合がある。
ペイロードがブースターの中心構造とフェアリングの両方に取り付けられている場合、バフェッティングや突風による振動が原因で、ペイロードは慣性荷重と同様にフェアリングの曲げ荷重の影響を受けることがある。

### フェアリングにかかる負荷
フェアリングは空力加熱で特に先端部は熱くなる。例としてイプシロンロケットでは表面温度は最大800℃近くになる。
H-IIAの場合熱流束は20kW/m2に達する。
最大動圧は約40kPa、4t/m2の力がかかり、これに耐える機械的強度も必要である。
フェアリングにかかる負荷は最大動圧を小さくすることによって低減可能であり、例としてスペースシャトルは最大動圧点付近でSSMEの出力を絞り加速を緩めている。
音響振動に関しては、発射時の音響波をスカートで抑える、散水し音響波を吸収するなどの対策が用いられる。

### 構造
曲げ荷重、座屈荷重に対応するための必要な剛性を確保するため、H-IIAではアルミ7075合金を外板、コア材にアルミを使用しシート状接着剤で接着したハニカムサンドイッチ構造を採用している。外板の厚みは0.3〜0.6mm、コア材の厚みは40mm。ハニカムには三次元成形しやすいフレキシブルハニカムが用いられる。
H-IIでは海水が入り込めるようにハニカムにスロットが開けられており、着水後自然に水没し船舶の航行の妨げになるのを防ぐ。以前は船で回収していた。
イプシロンロケットではCFRPに用いている。イプシロンロケットのフェアリングは長さ9.2m、直径2.5mで重量は700kgである。
先端部は断熱材を使用して内部への熱を防ぐ必要があり、H-IIロケットの場合シリコン樹脂にガラスのマイクロバルーンを混ぜた断熱材を外側にスプレー塗装、もしくは張り付けている。
フェアリングの部位、先端部・円筒部によって温度や熱流束は異なるため、それに合わせて断熱材の厚さ等も調整する必要がある。
音響振動を低減するために防音ブランケットが内張りされる。ブランケットにはガラスウールや発泡樹脂が用いられるが、ほこりが拡散しないようにフィルタ付きのカバーで包まれている。
他空調ドア、アクセスドア、電波透過窓などを持つ。

## フェアリングの不具合による失敗

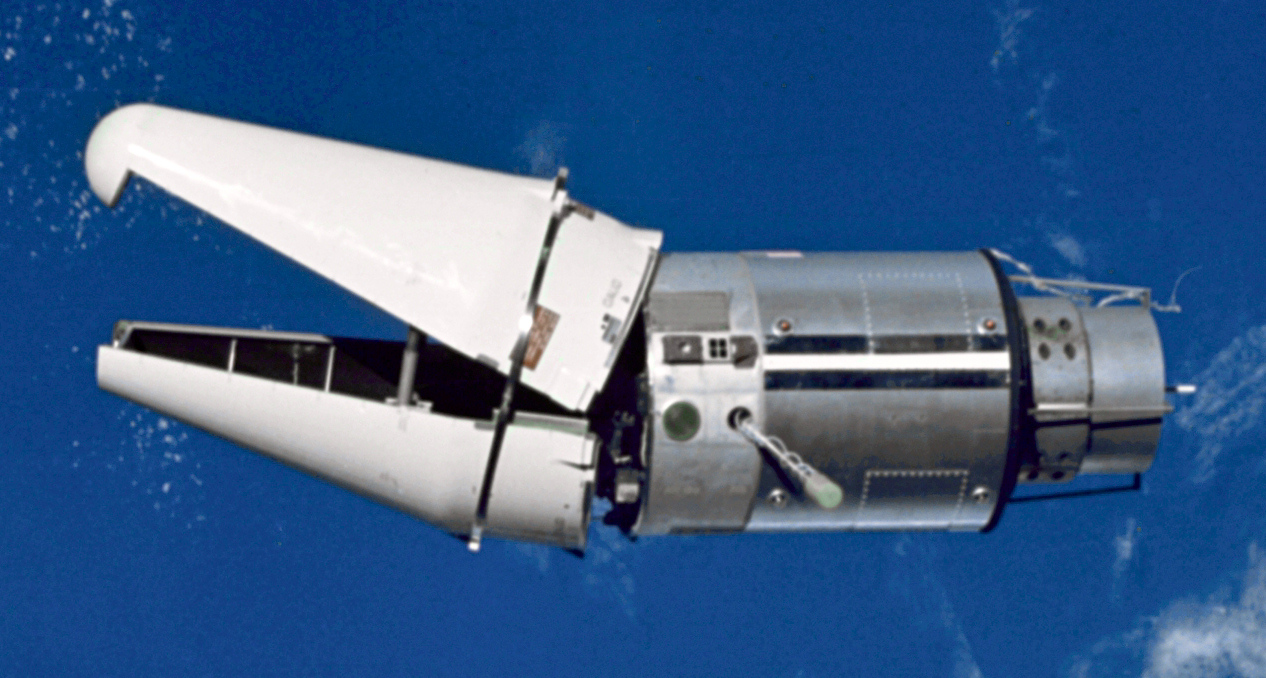
フェアリングがついたままのATDA。怒ったワニ（angry alligator）と形容された

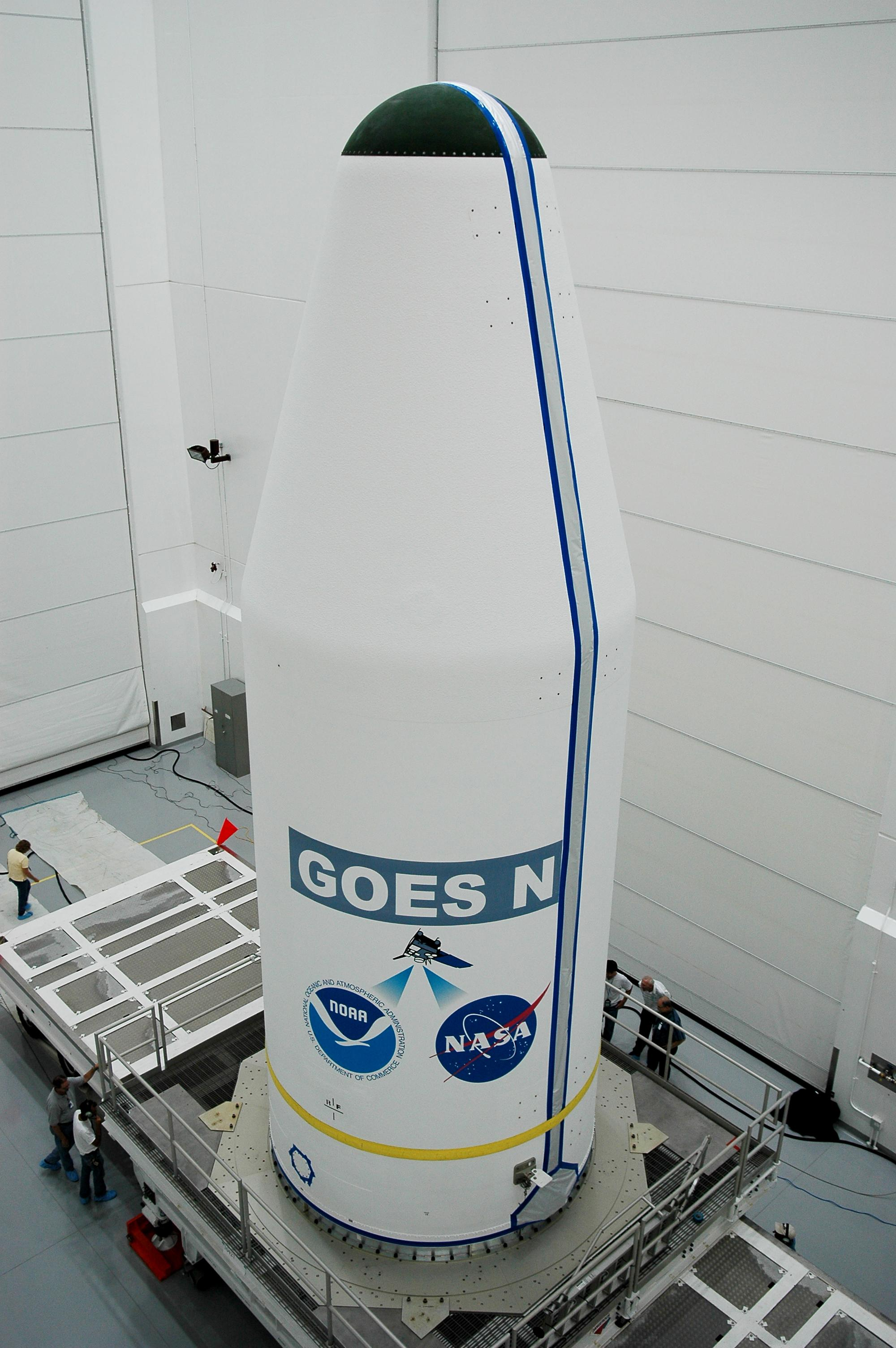
デルタIVのフェアリング

1966年6月、ATDA（Augmented Target Docking Adapter）がAtlas SLV-3によって軌道へ投入された。ジェミニ9-A号がATDAにドッキングするためランデブーすると、宇宙飛行士はATDAのフェアリングが分離していないことを発見した。予定されたドッキングは中止となった。
1999年、IKONOS-1衛星がAthena IIによって打ち上げられたが、フェアリングが開かず失敗した。
2009年2月24日、NASAのOCO衛星が軌道投入に失敗した。原因はトーラスXLロケットのフェアリングが分離に失敗し、フェアリングの質量が余剰となったためと推定されている。衛星は南極近海のインド洋に落下した。
同様のことが2009年8月25日韓国初となる人工衛星の打上げを行ったナロ号にも起こっている。フェアリングの片側が分離に失敗し、その結果としてSTSAT-2A衛星は予定された軌道から外れ地球に落下した。
2011年3月4日、NASAのグローリー衛星を打ち上げるときにも打ち上げ失敗が起きた。2009年のOCOの打上げ時と同様、打上げ機がリフト・オフした後、フェアリング分離に失敗し、衛星は所定の軌道に乗れなかったのである。これによってオービタル・サイエンシズ社のトーラスXLロケットは2回連続打上げ失敗となった。
2022年2月10日、ASTRA社のRocket3.3 LV0008は、通常であれば第一段切り離し5秒前に予定されていたフェアリングの分離に失敗した。フェアリングを付けたままの第二段は正常に分離し第二段エンジンを点火したものの、直後に姿勢を崩し、NASAが主導するELaNa41の4つの小型衛星の軌道投入に失敗した。

## 製造業者
- RUAG Space - チューリッヒを拠点とするスイスの会社。欧州宇宙機関と共同してアリアンロケット、ヴェガロケットのフェアリングを製造している[16][17]。また、アトラス Vの5m径フェアリングの製造も行っている[18]。
- 川崎重工業 - 1993年にH-IIロケットのフェアリングを納入して以降、H-II、H-IIAロケット、H-IIBロケット、イプシロンロケットのフェアリングを納入している[19][20]。
- スペースX - ロケットメーカがフェアリングまで製造するのは異例だが、スペースX社はファルコン9v1.1ロケットの5m径フェアリングを自社開発・製造している[21]。